# Luca Braidot
Luca Braidot (29 mei 1991) is een Italiaans veldrijder en mountainbiker.
In 2012 werd Braidot vice-Italiaans kampioen mountainbike bij de beloften. In datzelfde jaar behaalde hij de wereldtitel mountainbike in het onderdeel relay (met ploeggenoten Marco Aurelio Fontana, Eva Lechner en Beltain Schmid). In 2014 werd hij Italiaans kampioen bij de elite. Op de Olympische Zomerspelen 2016 werd hij zevende in het mountainbike. 
Ook in het veldrijden behaalt hij bescheiden successen. Zo werd hij 12de op de Wereldkampioenschappen veldrijden 2015. 
Luca is de tweelingbroer van Daniele Braidot.

## Overwinningen

### Mountainbike
2012
 Italiaans kampioenschap mountainbike, beloften
 Europees kampioenschap mountainbike, beloften
 Wereldkampioenschap mountainbike, onderdeel relay
2014
 Italiaans kampioenschap mountainbike, elite
2016
Kamnik
7de OS 2016
2017
Kamnik
Samobor
2018
Premantura
Kočevje
 Europese kampioenschappen mountainbike Cross-country
 Europese kampioenschappen mountainbike, onderdeel relay
2019
Kamnik
 Europese kampioenschappen mountainbike, onderdeel relay
2020
4 daagse van Lanzarote
 Italiaans kampioenschap mountainbike, elite
 Wereldkampioenschap mountainbike, onderdeel relay
 Europese kampioenschappen mountainbike, onderdeel relay

### Veldrijden
2018
 Italiaans kampioenschap